# Baby Doe Tabor
 (janvier 2025).
Certains termes anglais peu courants en français devraient être remplacés par des termes français équivalents mieux connus.
Elizabeth Bonduel McCourt Tabor (4 janvier 1854 - mars 1935), connue sous le nom de Baby Doe Tabor, était une femme célèbre de sa beauté et comme la « Reine d'Argent », la deuxième femme du millionnaire « Roi d'Argent » Horace Tabor. Leur mariage en 1883 crée un scandale national, après Tabor quitte sa femme de longue durée pour Baby Doe.
Quoique le couple soient des parias à Denver, ils jouissent de grande richesse jusqu'à ce que le Panique de 1893 cause leur ruine financière. Suivant le décès de Horace en 1899, Baby Doe revient à Leadville, où elle vit dans la pauvreté extrême dans une cabine d'une seule pièce jusqu'à sa mort en 1935.
L'histoire « rags-to-riches-to-rags » de sa vie inspire un film en 1932 (Silver Dollar) et un opéra connu comme Le Ballad de Baby Doe. En 1985 elle est ajoutée au Colorado Women's Hall of Fame « à cause de sa tenacité et son esprit novatrice ».

## Biographie
Elizabeth McCourt naît à Oshkosh (Wisconsin), la fille d'une famille petite-bourgeoise d'origine Irlandaise. Son père est le propriétaire d'un boutique de vêtements et Elizabeth est le cinquième de quatorze enfants. Sa beauté se manifeste pendant sa jeunesse et sa mère lui défend le travail pour qu'elle ne la gâche pas.

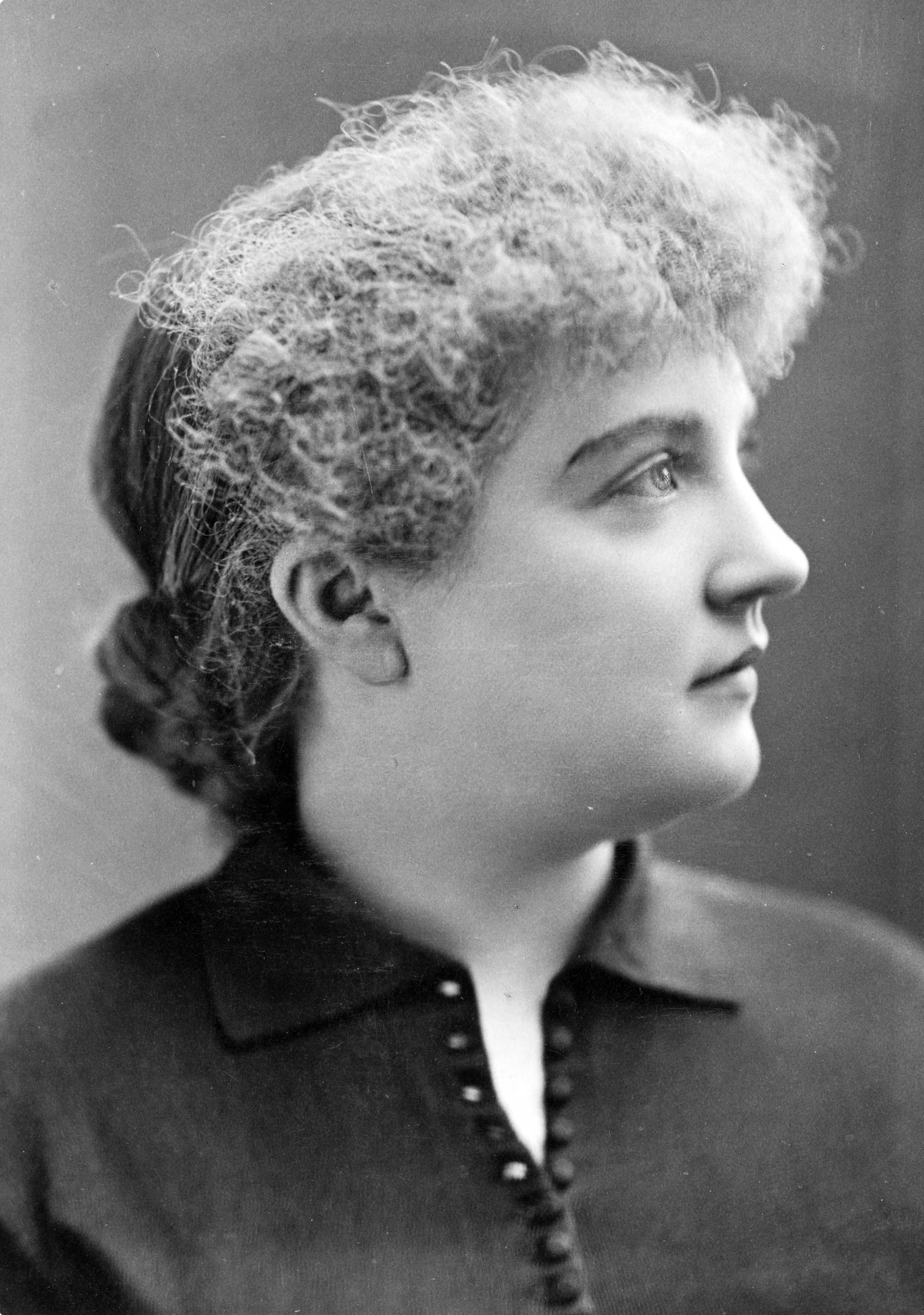
Elizabeth "Baby Doe" Tabor environ 1885.

Elle épouse Harvey Doe le 22 juin 1877 et le couple déménagent à Central City (Colorado), où Doe a été donné le Waterman Mine comme cadeau de mariage. Elizabeth y acquiert le pseudonyme de « Baby Doe » aux mineurs qui admirent sa beauté. Elle ne s'y distingue pas que par sa beauté, mais aussi par sa sociabilité et son habitude de travailler auprès des ouvriers aux mines. Mais le mariage est troublé par l'alcoolisme de Harvey et les dettes qu'il se fait. Il tombe en difficulté et doit travailler comme mineur ailleurs. Baby Doe dépose une pétition de divorce en 1880 et déménage à Leadville, qui était alors la deuxième plus grande ville de Colorado suivant Denver.
À Leadville, Baby Doe rencontre le millionnaire « Silver King » Horace Tabor et les deux commencent une liaison passionnée. Il avait quarante-neuf ans et elle en avait vingt-cinq. Il paie ses dettes et la déplace à l'hôtel Clarendon avant qu'ils ne déménagent à Denver. À partir de septembre 1881, la liaison est bien connue. Horace est contraint d'obtenir un divorce unilatéral de sa femme Augusta Tabor, qui refuse de s'y accorder. Il va à Durango, où il possède des biens et peut se servir de son influence pour obtenir un decret de divorce.
Baby Doe et Tabor se marient en septembre 1882, mais le mariage est bigame parce que leurs divorces ne sont pas encore achevés. En mars 1883, le couple se marient légalement à Washington (district de Columbia), où Horace sert d'un senator intérim. La cérémonie est assistée du Président Chester A. Arthur et Horace y présente à Baby Doe le « collier des diamants Isabelle »  qui vaut 75 000 de dollars. Le collier prend son nom du croyance qu'il aurait jadis appartenu à la reine Isabelle la Catholique, qui l'aurait vendu pour financer le voyage de Christophe Colomb.

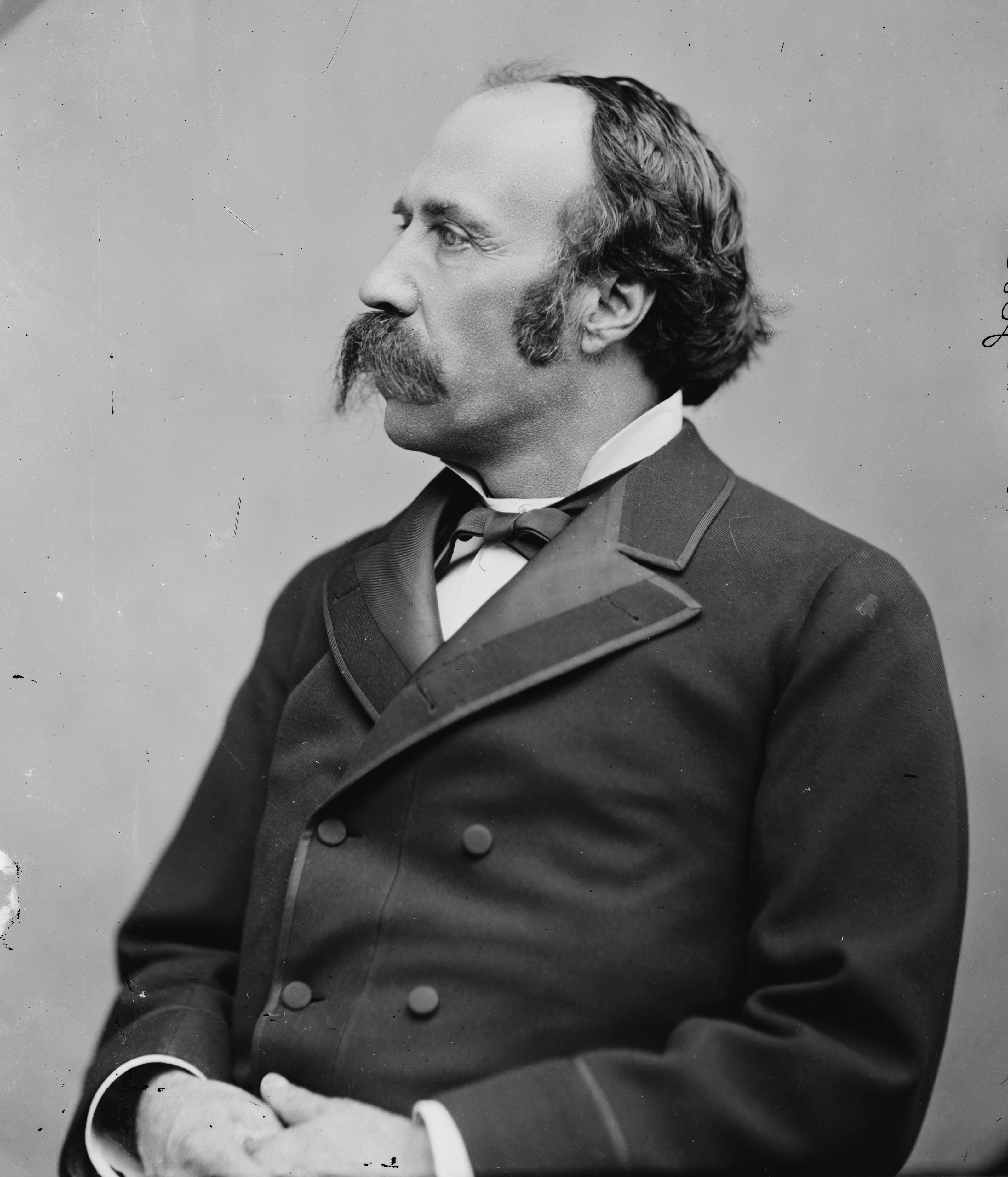
Horace Tabor pendant les années 1870.

Tabor est l'un des plus riches hommes aux États-Unis (en 1886 il possède une fortune de 9 millions de dollars), mais son divorce et remariage à Baby Doe créent une scandale et il en résulte leur ostracisme par le monde de Denver et l'anéantissement de l'avenir politique de Tabor avec le Parti républicain. Baby Doe et Horace vivent somptueusement dans un hôtel particulier au faubourg de Capitol Hill. Baby Doe accouche de deux filles avec Horace en 1884 et 1889 respectivement : Elizabeth Bonduel « Lily » Tabor et Rose Mary Echo « Silver Dollar » Tabor.
Le Sherman Silver Purchase Act de 1890 assure la prospérité continuelle de Tabor, mais l'abrogation de cette acte en 1893 cause une panique financière et la ruine du Roi d'Argent. Pour soutenir sa famille, il reprend du travail comme mineur à Cripple Creek, jusqu'à ce qu'il est nommé maître des posts de Denver en 1898, grâce à la faveur d'un ami. Il meurt toutefois l'année suivante, laissant Baby Doe et ses filles sans ressources.

### Veuvage
Suivant le décès de son mari, Baby Doe et ses filles retournent à Leadville. Selon une légende durable, sur son lit de mort Horace aurait dit à Baby Doe : « Tiens-toi au Matchless. Celui fera des millions encore ». Baby Doe passe le reste de sa vie à essayer de recommencer les travaux au Matchless. Elle recherche des investisseurs, sans succès, et quand le mine est mis aux enchères en 1901 sa sœur Claudia McCourt l'achète.
Baby Doe travaillait une mélange d'emplois irréguliers pour se soutenir. Lily déménagea à Wisconsin et Silver Dollar à Denver, où elle travaillait comme journaliste. Baby Doe habitait un cabin piètre, auparavant une remise à outils, près du Matchless. Elle devient connue comme une folle par les habitants de Leadville. Elle se met au catholicisme, repentissant sa vie de richesse et s'exigeant des pénitences dures. Pendant les hivers brutalement froids, elle mange des morceaux de pain pour subsister et se tapisse le corps avec des journaux sous ses vêtements comme une couche de chaleur supplémentaire. Pour s'occuper, elle garde des journaux, y enregistrant ses rêves, ses souvenirs, et ses visions.
La vie de Silver Dollar devient de plus en plus malheureuse. Silver Dollar déménage à Chicago, essayant de s'acquérir du succès en journalisme. Elle se soutient et comme danseuse burlesque et comédienne et danseuse en film, mais éventuellement elle devient maîtresse d'un gangster du pègre de Chicago. Le 18 septembre 1925, elle meurt d'échaudage en circonstances suspectes dans ses gîtes, où elle est connue comme Ruth Norman. En peu de jours sa vraie identité est découverte et les journaux rapportent la mort avec de telles dépêches comme ‹ La fille de Tabor meurt mystérieusement. Trouvée inconsciente à Chicago après des cris au secours › et ‹ L'alcool et le dope blâmés pour la mort de la fille jadis riche de senator ›. Baby Doe pourtant refuse de croire que la femme morte soit sa fille et s'obstine que Silver Dollar vive encore et qu'elle se soit retirée dans un couvent.

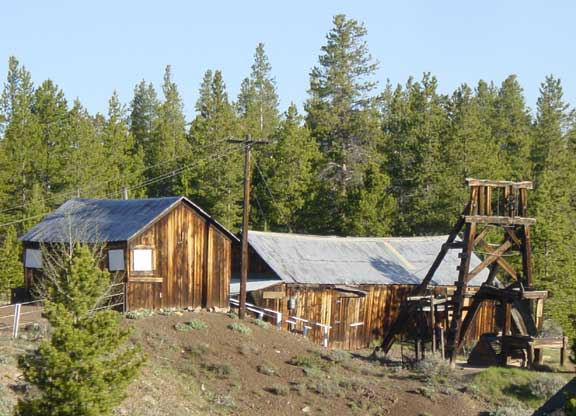
Le Matchless Mine et la cabine de Baby Doe à gauche.

En 1932, un livre représentant la vie de Baby Doe appelé Silver Dollar est publié et une adaptation cinématographique sort en 1932. Les producteurs du film offrent 1000 de dollars à Baby Doe si elle assisterait à la première à Denver, mais elle refuse l'offre. Le film et le livre renouvèlent la célébrité de Baby Doe ; elle est « la survivante solitaire de l'époque d'argent » et des gens « lui font des pèlerinages ». Quand elle occasionnellement visite Denver, elle attire l'attention par ses vêtements bizarres, « un spectre triste de Baby Doe aux vieux, un spectacle aux jeunes ». Elle porte des bottes de travail d'un homme, une chemise kaki, une jupe noire, un manteau noir et un bonnet avec une voile à couvrir son visage des regards.

#### Mort
Le corps gelé de Baby Doe Tabor est trouvé dans sa cabine le 7 mars 1935. Une voisine s'en était inquiétée quand elle remarqua le manque de fumée de la cheminée de Baby Doe après une tempête de neige de trois jours. La dernière écriture dans le journal de Baby Doe est datée du 20 février. Elle est enterrée au cimetière Mount Olivet hors de Denver. Il y a peu d'années plus tard que les citoyens de Denver arrangent que le corps de Horace est réenterré à côté de celui de Baby Doe et une nouvelle pierre tombale y située pour marquer la tombe.

## Héritage
La vie de Baby Doe et sa chute dramatique de la richesse inspirent un film appelé Silver Dollar (1932), qui représent Baby Doe comme « prédatrice sexuelle...qui gâche les fortunes de Tabor ». En 1956, un opéra d'après sa vie appelée Le Ballad de Baby Doe  est présenté en première à l'Opéra de Central City (Colorado) avant qu'elle fasse ses débuts à New York City en 1958. Pendant les années 1970 une chaîne de restaurants fonctionne aux États-Unis sous le nom de « Baby Doe's Matchless Mine ».
La cabine de Baby Doe à Leadville est préservée comme musée et des objets de sa possession, comme sa robe de mariée, appartiennent à History Colorado, le musée de l'État de Colorado.